# Joachim Boldsen

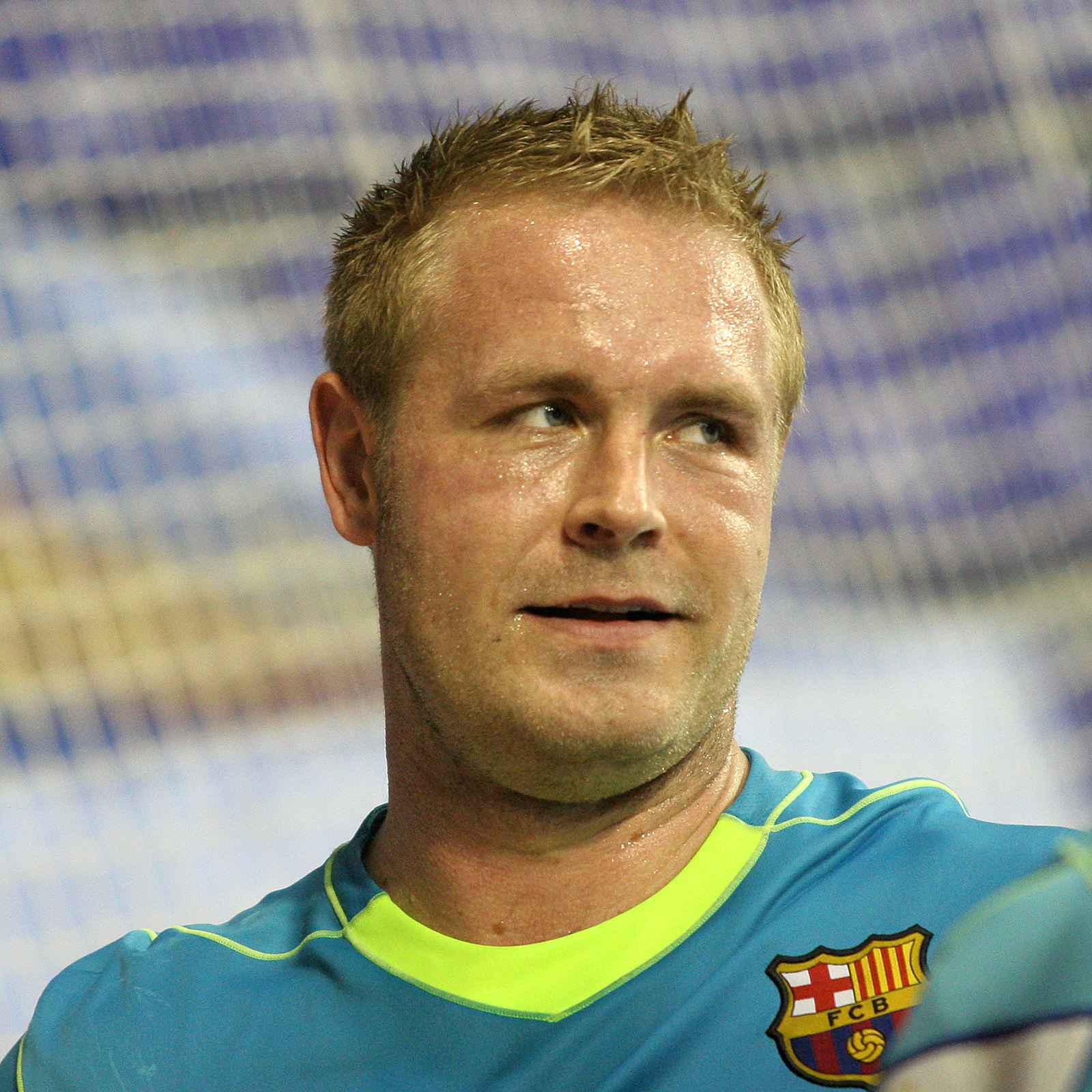
Joachim Boldsen

Joachim „Traktor“ Boldsen [joˈakɪm boːlsn] (* 30. April 1978 in Helsingør) ist ein ehemaliger dänischer Handballspieler, der in der dänischen Nationalmannschaft spielte. Zuletzt spielte er beim dänischen Club KIF København.

## Karriere
Boldsens Karriere begann bei Helsingør IF (1983–1997). Anschließend gelangte er über GOG Gudme (1997–1999), den TV Großwallstadt (1999–2001) und Ajax Farum (2001) am 18. Dezember 2001 zur SG Flensburg-Handewitt.
Boldsen ist bei 1,87 m Körperlänge 99 kg schwer. In Flensburg hatte Boldsen die Trikotnummer 23. Er hat für Dänemark 186 Länderspiele bestritten. Bei der Handball-Europameisterschaft der Männer 2008 in Norwegen wurde er Europameister.
Nach der Saison 2006/07 wechselte er zum dänischen Erstligisten AaB Håndbold, wo er aber nur ein Jahr blieb, ehe er 2008 von FC Barcelona unter Vertrag genommen wurde. Ab dem Sommer 2010 spielte Boldsen beim dänischen Verein AG København. Nach der Insolvenz von AGK im Juli 2012, war Boldsen vertragslos. Daraufhin schloss er sich KIF København an. Nach der Saison 2013/14 beendete er dort seine Karriere.

## Privat
Joachim Boldsen heiratete im Sommer 2006 seine langjährige Freundin Nancy. Gemeinsam haben sie eine Tochter (Fleur).

## Erfolge
- Europameister 2008
- Deutscher Meister 2004
- DHB-Pokal 2003–2005
- EM-Bronze 2002, 2004, 2006
- WM-Bronze 2007
- Champions-League-Finalist 2004, 2007 und 2010
- City-Cup 2000
- Dänischer Meister 1998, 2011, 2012, 2014
- Dänischer Pokalsieger 1998, 2010, 2011
- Junioren-Weltmeister 1997
- Junioren-Europameister 1996

## Sonstiges
Sein Vater Steen Boldsen bestritt fünf Länderspiele für die dänische Handballauswahl.